# Toshio Ōshima
Toshio Ōshima  (jap. 大島 利雄, Ōshima Toshio; * 1948 in Maebashi) ist ein japanischer Mathematiker, die sich mit Differentialgleichungen, harmonischer Analysis auf symmetrischen Räumen, Darstellungstheorie von Liegruppen und Speziellen Funktionen befasst.

## Werdegang
Oshima wurde 1977 bei Hikosaburō Komatsu an der Universität Tokio promoviert. Er ist Professor an der Universität Tokio.
1985 erhielt er den  Iyanaga-Preis. 1978 bis 1980 war er am Institute for Advanced Study. Er war eingeladener Sprecher auf dem Internationalen Mathematikerkongress 1983 in Warschau (Discrete series for semisimple symmetric spaces).

## Schriften
- Fractional calculus of Weyl algebra and Fuchsian differential equations, MSJ Memoirs 28, 2012